# 天うらら
『天うらら』（てんうらら）は、1998年（平成10年）4月6日から10月3日まで放送されたNHK連続テレビ小説の第58作。主演は須藤理彩。

## 概要
主人公・うららと祖母・ハツコの異なる世代を主軸とした、バリアフリーを題材とした作品。
主演の須藤理彩はオーディションで1815人の中から選出された。また、須藤の運動神経の良さが役に生かされた。
放送期間平均視聴率27.7%、最高視聴率35.6%（ビデオリサーチ調べ、関東地区・世帯）。
連続テレビ小説で栃木県が主な舞台になった最初の作品である。

## あらすじ
幼い頃、父親の死をきっかけに、日光から母・朝子の両親と暮らすために東京へ引越してきた川嶋うらら。朝子の両親は工務店「大滝組」を営む大工で、うららは祖父の光次郎の影響で大工仕事に親しんでいた。しかし光次郎の死を期に、元々犬猿の仲だった朝子と祖母・ハツコの仲は再び悪化し、うららたちは再び引っ越すことになった。
それから10年後、ハツコが大腿骨頚部を骨折して入院したという知らせが入る。医師から寝たきりになる危険性もあると告げられ、大滝組は存亡の危機に。うららは大工の道を進むことを決め、修業を始めるのであった。そんなある日、うららは腰を痛めたことをきっかけに安全な住まいづくりの重要性に気付き、自らの道を見いだすが…。

## キャスト

### 川嶋家とその親族
川嶋うらら
演 - 須藤理彩（少女期：木内茉弥）
「松匠」の新米大工、祖父のような大工を目指している。後に二級建築士事務所「うらら組」棟梁になる。
川嶋朝子
演 - 原日出子
うららの母、喫茶店兼人形教室「Lucarne（フランス語で天窓）」オーナー。実母・ハツコとは犬猿の仲。原案者・門野晴子がモデル。
川嶋肇
演 - 大浦龍宇一（少年期：照井暁）
うららの兄。漫画家を副業とするサラリーマン。和美の初恋相手。
田中唯子 → 川嶋唯子
演 - 斎藤陽子
肇の妻で、うららの義姉。朝子の義理の娘。既婚者だったが夫から家庭内暴力を振るわれ、助けてもらった肇と駆け落ち騒動を起こすが、最終的に認められた。
大滝ハツコ
演 - 池内淳子
うららの母方の祖母で、朝子の母。木場の工務店「大滝組」女将。骨粗鬆症により寝たきりの危機に陥るが、不屈の精神でリハビリに励む。もう1人の主人公的存在。
大滝光次郎
演 - 加藤武
うららの母方の祖父で、朝子の父。ハツコの夫。「大滝組」棟梁。
大滝美沙
演 - 斉藤慶子
うららの叔母で、朝子の妹。インテリアデザイナー。
大滝裕一
演 - 林家こぶ平（現・9代目林家正蔵）
うららの叔父で、朝子の弟。弁護士。千葉在住。
大滝京子
演 - 近内仁子
裕一の妻で、朝子の義妹。
金谷美津子
演 - 大島蓉子
うららの伯母で、朝子の姉。主婦。仙台在住。
小野田功
演 - 松村達雄
光次郎の従兄弟。家族と喧嘩して家を飛び出し、一時川嶋家の居候となる。
小野田弘明
演 - エド山口
功の息子。日光在住。
小野田周平
演 - 小市慢太郎
功の孫、弘明の息子。うららの遠戚で見合い相手。

### 工務店「松匠」
松尾良治
演 - 小林薫
「松匠」の親方。光次郎の弟子で、うららの師匠。頑固一徹な玄人職人。
松尾百合子
演 - 渡辺えり子
良治の妻。「松匠」の女将。
佐藤宏夫
演 - 鈴木一真
うららの先輩。渡り大工を経て、「うらら組」脇棟梁。クールでぶっきらぼうだが、情熱家。
浅井由香 → 佐藤由香 → 浅井由香
演 - 仲間由紀恵
百合子の姪。宏夫の妻となるが、精神的に幼い部分があり、後に離婚。
木村伸男
演 - 徳井優
「松匠」の脇棟梁で最古参、職人のまとめ役。うららの指導係。
山田保
演 - 吉見一豊
うららの先輩。うららに片想いしている。「松匠」を辞めた後に、セールスマンとなる。
岡田香 → 山田香
演 - 光浦靖子
左官職人。山田とできちゃった結婚する。
紺野宏美
演 - 有吉弘行（猿岩石）
春田修
演 - 森脇和成（猿岩石）
うららの先輩。いつも2人で行動する。
森修一
演 - 北原雅樹（グレートチキンパワーズ）
うららの同期。器用だが、すぐに「松匠」を辞める。
田辺潔
演 - 内山信二
うららの後輩。声優オタクで、和美の大ファン。
施主
演 - 岩松了
「松匠」の常連客。

### その他
天野和美 → 高山和美
演 - 桜井幸子（少女期：小田桃子）
うららの親友。アイドル声優で、芸名「舞坂あゆり」。
天野洋一
演 - 不破万作
和美の父、洋食店「鍵や」の初代シェフ。和美を過剰に溺愛する、極度の親バカ。当初は終盤まで登場する予定だったが、不破のスケジュールが多忙になったため、途中で癌のために病死することとなった（『NHKウイークリーステラ』によると、料理修行のためフランスに行って退場するという展開も考えられたという）。
天野操
演 - 根岸季衣
和美の母。夫・洋一の親バカぶりに呆れている。夫の病没後、「鍵や」の2代目シェフとなる。
高山明彦
演 - 森脇健児
和美のマネージャー。後に結婚し、夫となる。
高山麻衣
演 - 金子ひとみ
和美と明彦の娘で、天野夫妻の孫。
後藤諒子
演 - 東ちづる
設計事務所「GoTo」社長。一級建築士。バリアフリー建築を研究している。
山ノ内豊子
演 - もたいまさこ
「GoTo」事務員。
玉井良夫
演 - 秋山道男
「Lucarne」の人形教室生徒。花粉症持ちでいつも鼻をかんでばかりいる風采の上がらない中年男性だが、素朴な人柄で朝子に好かれて同棲。しかし、間もなく交通事故で急逝する。
松下松子
演 - 益田愛子
「うらら組」の施主。
北谷
演 - 石田太郎
同。無理な注文ばかりつけて、うららを困らせる。
山口
演 - 田中允貴
同。三世帯住宅の建造をうららに依頼。
宮本
演 - 真実一路
医者
演 - 久富惟晴
住職
演 - 関敬六
うららが日光に住んでいた頃の、近所の寺の老僧。
寺男
演 - 剣持直明（栃木ことば指導を兼任）
住職といつも一緒に行動し、お転婆なうららを「デレスケヤロー」と呼ぶ。
タッちゃん
演 - 伊嵜充則（少年期：濱尾幸慈）
日光でのうららの幼馴染。
田中
演 - 木下政治
その他
演 - 朱源美、戸田昌宏、鈴木健介、夏川さつき、鈴木雅、小山善郎、堀口たかよし、吹上竜啓、仲野文悟、名川貞郎、由起艶子、進藤敬子、花ヶ前浩一、関根史江、美斉津明子、生天目仁美、野沢由香里、東風平千香、山口詩史、山本ふじこ、三十右十三、酒田速人、レックス・アンヘレンス、平田康之、和泉ちぬ、木村英未、小田巻恵太郎、坂井陽介、桜庭博道、松井智英、大槻修治、川本克彦、小池浩司、若竹拓麿、瀬崎友美、高野もも子、伊藤雄城、松本留美、山崎猛、草村礼子、温水洋一、菅野達也、猪又太一

## スタッフ
- 原案 - 門野晴子「寝たきり婆あ、たちあがる!! 女四代、「極楽」の日々」「寝たきり婆あ猛語録」より
- 脚本 - 神山由美子[1]
- 音楽 - 小六禮次郎
- 演奏 - ダット・ミュージック
- テーマ曲 - 「うらら イン・ザ・スカイ」
  - 作曲 - 小六禮次郎
  - トランペット演奏 - セルゲイ・ナカリャコフ
- 挿入歌 - 「光る風」
  - 作詞 - 神山由美子、作曲 - 小六禮次郎、歌 - 須藤理彩
- 語り - 有働由美子アナウンサー[1]
- 副音声解説 - 関根信昭
- 題字 - 園田聡一
- 演出 - 佐藤峰世、柴田岳志、高橋陽一郎、柳川強、中村高志、加藤拓
- 江戸ことば指導 - 春風亭一朝
- 栃木ことば指導 - 剣持直明（本編にも出演）
- 人形指導 - 与勇輝、川本哲子
- 漫画指導 - 田中成治
- 医事指導 - 中村毅志夫
- 撮影協力 - 栃木県日光市
- 資料提供・大工指導 - 東京建築カレッジ
- 映像資料提供 - 虫プロ、学習研究社
- 制作統括 - 小宮山佳典
- 制作 - 金井勉
- 美術 - 佐々木和郎、山口類児、山崎正臣
- 技術 - 渡辺秀男、大沼雄二
- 音響効果 - 山本浩、和田尚也、島津楽貴
- 撮影 - 菱木幸司、増田勉、黒川毅、溜昭浩
- 照明 - 佐野清隆、安藤秀和
- 音声 - 田中満、上村悦也、谷田洋一、嶋岡智子
- 映像技術 - 野村秋彦、野村誠、鹿島隆史、片田直行
- 編集 - 徳島小夜子、井上博美
- 美術進行 - 塩野邦男

## 放送日程
| 週 | 回数      | 放送日            | 演出       |
| -- | --------- | ----------------- | ---------- |
| 1  | 1 - 6     | 4月6日 - 4月11日  |            |
| 2  | 7 - 12    | 4月13日 - 4月18日 |            |
| 3  | 13 - 18   | 4月20日 - 4月24日 | 柴田岳志   |
| 4  | 19 - 24   | 4月27日 - 5月2日  | 柴田岳志   |
| 5  | 25 - 30   | 5月4日 - 5月9日   |            |
| 6  | 31 - 36   | 5月11日 - 5月16日 |            |
| 7  | 37 - 42   | 5月18日 - 5月23日 |            |
| 8  | 43 - 48   | 5月25日 - 5月30日 |            |
| 9  | 49 - 54   | 6月1日 - 6月6日   |            |
| 10 | 55 - 60   | 6月8日 - 6月13日  |            |
| 11 | 61 - 66   | 6月15日 - 6月20日 | 柳川強     |
| 12 | 67 - 72   | 6月22日 - 6月27日 |            |
| 13 | 73 - 78   | 6月29日 - 7月4日  |            |
| 14 | 79 - 84   | 7月6日 - 7月11日  |            |
| 15 | 85 - 90   | 7月13日 - 7月18日 |            |
| 16 | 91 - 96   | 7月20日 - 7月25日 |            |
| 17 | 97 - 102  | 7月27日 - 8月1日  | 高橋陽一郎 |
| 18 | 103 - 108 | 8月3日 - 8月8日   |            |
| 19 | 109 - 114 | 8月10日 - 8月15日 | 加藤拓     |
| 20 | 115 - 120 | 8月17日 - 8月22日 | 佐藤峰世   |
| 21 | 121 - 126 | 8月24日 - 8月29日 |            |
| 22 | 127 - 132 | 8月31日 - 9月5日  | 加藤拓     |
| 23 | 133 - 138 | 9月7日 - 9月12日  |            |
| 24 | 139 - 144 | 9月14日 - 9月19日 |            |
| 25 | 145 - 150 | 9月21日 - 9月26日 |            |
| 26 | 151 - 156 | 9月28日 - 10月3日 |            |

## エピソード
ドラマのストーリー上では、うららは「松匠」に弟子入り後しばらくして、男社会で生きていく決意を示すためにおさげ髪を切ってショートカットになっている。だが断髪後のシーンを最初に撮影するスケジュールだったため、須藤理彩は実際にはクランクイン前に公開断髪式を行い、肩まであった髪をバッサリ切ってショートカットになっていた。後から撮影された断髪前のシーンでは、エクステを使用しておさげ髪を作っていた。

## 受賞歴
- 第18回ザテレビジョンドラマアカデミー賞
  - 新人俳優賞（須藤理彩）

## 関連商品
- NHK出版
  - NHKドラマ・ガイド 連続テレビ小説 天うらら（1998年3月発売、ISBN 978-4-14-923529-5）
  - ノベライズ 天うらら（前編）（長川千佳子、1998年4月発売、ISBN 978-4-14-005290-7）
  - ノベライズ 天うらら（後編）（長川千佳子、1998年8月発売、ISBN 978-4-14-005291-4）
  - NHKテレビコミックス 天うらら（1）（佐々木さいこ、1998年5月発売、ISBN 978-4-14-454041-7）
  - NHKテレビコミックス 天うらら（2）（佐々木さいこ、1998年8月発売、ISBN 978-4-14-454042-4）
  - NHKテレビコミックス 天うらら（3）（佐々木さいこ、1998年10月発売、ISBN 978-4-14-454043-1）